# کبوتر جنگلی مادیرایی
کبوتر جنگلی مادیرایی (نام علمی: Columba palumbus maderensis) نام یک زیرگونه منقرض‌شده از گونه کبوتر جنگلی است.